# La Peirèra
La Peirèra (francès Lapeyrère) és un municipi francès del department de l'Alta Garona, a la regió Occitània.

Municipi situat a 58 km al sud de Tolosa i a 40 km al sud de Muret, a la zona de Volvestre.